# Wing Commander: Prophecy
Wing Commander: Prophecy è un videogioco della serie di simulatori di volo fantascientifici Wing Commander, immesso sul mercato nel 1997. Il videogioco come i predecessori è stato sviluppato dall'Origin Systems. 
Prophecy (profezia) è il primo episodio della serie non sviluppato da Chris Roberts, il creatore della serie. In teoria questa sarebbe dovuto diventare il primo capitolo di una lunga saga sul nuovo corso di Wing Commander, ma il progetto è stato in seguito interrotto e nel 2004 l'Electronic Arts ha chiuso la Origin Systems rendendo improbabile uno sviluppo di questo filone di Wing Commander.

## Trama
Gli eventi narrati in Prophecy si collocano un decennio dopo la fine di Wing Commander IV: The Price of Freedom e il giocatore in questo episodio non deve combattere con i Kilrathi, ma con i Nephilim, una nuova razza aliena che attraverso un wormhole sta invadendo la galassia. Prophecy è il primo episodio di Wing Commander nel quale il giocatore non interpreta Christopher Blair, ma il nuovo personaggio Lance Casey creato appositamente per l'episodio. Alcuni personaggi del precedente gioco appaiono in Prophecy insieme a tutta una nuova serie di piloti della confederazione.

## Modalità di gioco
Il gioco introduce molte innovazioni, viene utilizzato un nuovo motore grafico (VISION engine), nuove astronavi, nuovi personaggi e nuove storie.

## Secret Ops
Un'espansione chiamata Secret Operations venne distribuita nel 1998 da Origin. Questa espansione a differenza delle precedenti espansioni non richiedeva il gioco precedente e si configurava come gioco a sé stante. L'espansione venne inizialmente distribuita solo tramite internet una scelta molto coraggiosa per l'epoca anche perché la notevole dimensione del gioco rendeva problematica la ricezione del gioco tramite modem telefonico.
In seguito l'espansione venne inserita con il gioco originale nel pacchetto Wing Commander: Prophecy - Gold. La versione per Game Boy Advance venne presentata nel 2003 e introdusse il multiplayer. Recentemente sono apparsi molti MOD legati al gioco e utilizzati il suo motore grafico. 